# Ben Hogan
William Ben Hogan, född 13 augusti 1912 i Stephenville, död 25 juli 1997 i Fort Worth, var en amerikansk professionell golfspelare.

## Karriär
Efter att hans far tagit sitt liv började Hogan som tidningsutdelare när han var nio år och caddie vid elva års ålder för att försörja familjen. Han blev professionell 1931 och räknades av de flesta som den bästa spelaren på sin tid och en av de bästa i golfhistorien. Mellan 1940 och 1959 vann Hogan 63 professionella golftävlingar trots avbrott i karriären för andra världskriget och en allvarlig bilolycka.
Hogan blev känd för att träna mer än någon av sina konkurrenter. Han antog att alla hade en sving dold någonstans och att den gick att gräva fram genom att slå tillräckligt många bollar. Eftersom han led av sina hookar tidigt i karriären utvecklade han en hemlighet som gjorde hans sving nästan mekanisk. Han avslöjade sin hemlighet i tidningen Life 1955 men många misstänkte att han inte avslöjade allt.
Hogan trodde på att en solid repeterbar golfsving endast innehöll ett fåtal komponenter och när de utförs korrekt och i rätt följd så finns kärnan i svingen där. Hans "Five Lessons, Modern Fundamentals of Golf" är förmodligen den mest spridda golfmanualen och den plagieras ofta av golfinstruktörer världen över. Boken visade hans enkla syn och kunskap om golfsvingens mekanik.
1948 vann Ben Hogan tio turneringar men den efterföljande vintern råkade han ut för en allvarlig olycka då han och hans fru frontalkolliderade med en buss. På grund av de skador han ådrog sig fick han men för livet och hans läkare sade att han kanske aldrig skulle kunna gå igen eller i alla fall inte kunna spela tävlingsgolf.
Hogan förvånade och chockade golfvärlden genom att, endast 11 månader efter olyckan, komma tvåa efter särspel mot Sam Snead i 1950 års Los Angeles Open. Anledningen till att han inte vann var att hans kropp inte orkade med särspelet. En sportskribent skrev att hans ben var helt enkelt inte starka nog att bära hans hjärta längre. Fem månader senare visade han dock sina kritiker, och sig själv, att han fortfarande kunde vinna genom att efter särspel mot Lloyd Mangrum och George Fazio vinna sin andra US Open. Hogan fortsatte och genomförde förmodligen den största prestationen i golfhistorien genom att vinna ytterligare 12 PGA-tävlingar, inklusive 6 majors. Efter sin seger i The Open Championship 1953 mottogs han med en ticker tape-parad på gatorna i New York när han kom hem efter tävlingen. Samma år vann Hogan Hickok Belt som årets bäste professionelle idrottsman. Han kunde ha gjort Grand slam 1953 men PGA Championship inföll samtidigt som The Open Championship det året.
Ben Hogan startade senare ett företag som tillverkade golfklubbor, som numera ägs av Callaway Golf Company och de klubbor som bär hans namn används än idag. Hogan tävlade aldrig på seniortouren som startade först när han var i 70-årsåldern.
USGAs statyett Ben Hogan Trophy delas sedan 1953 ut till den spelare som under året gjort en beundransvärd comeback efter svår sjukdom.

## Meriter
- The Masters Tournament: 1951, 1953
- US Open: 1948, 1950, 1951, 1953
- The Open Championship: 1953
- PGA Championship: 1946, 1948
- World Cup of Golf: 1956 (individuellt)

## Utmärkelser
- World Golf Hall of Fame, 1974
- PGA Tour penningligan fem gånger
- Vardon Trophy 1940, 1941, 1948
- PGA Tour Player of the Year 1948, 1950, 1951, 1953
- Medlem i USA:s Ryder Cup-lag två gånger
- Ryder Cup-kapten för USA 1947, 1949 och 1967